# Langona pallida
Langona pallida là một loài nhện trong họ Salticidae.
Loài này thuộc chi Langona. Langona pallida được Jerzy Prószyński miêu tả năm 1993.